# Rússia nos Jogos Olímpicos de Inverno de 1998
A Rússia participou dos Jogos Olímpicos de Inverno de 1998, em Nagano, Japão.